# Schmale Straße 7 (Quedlinburg)

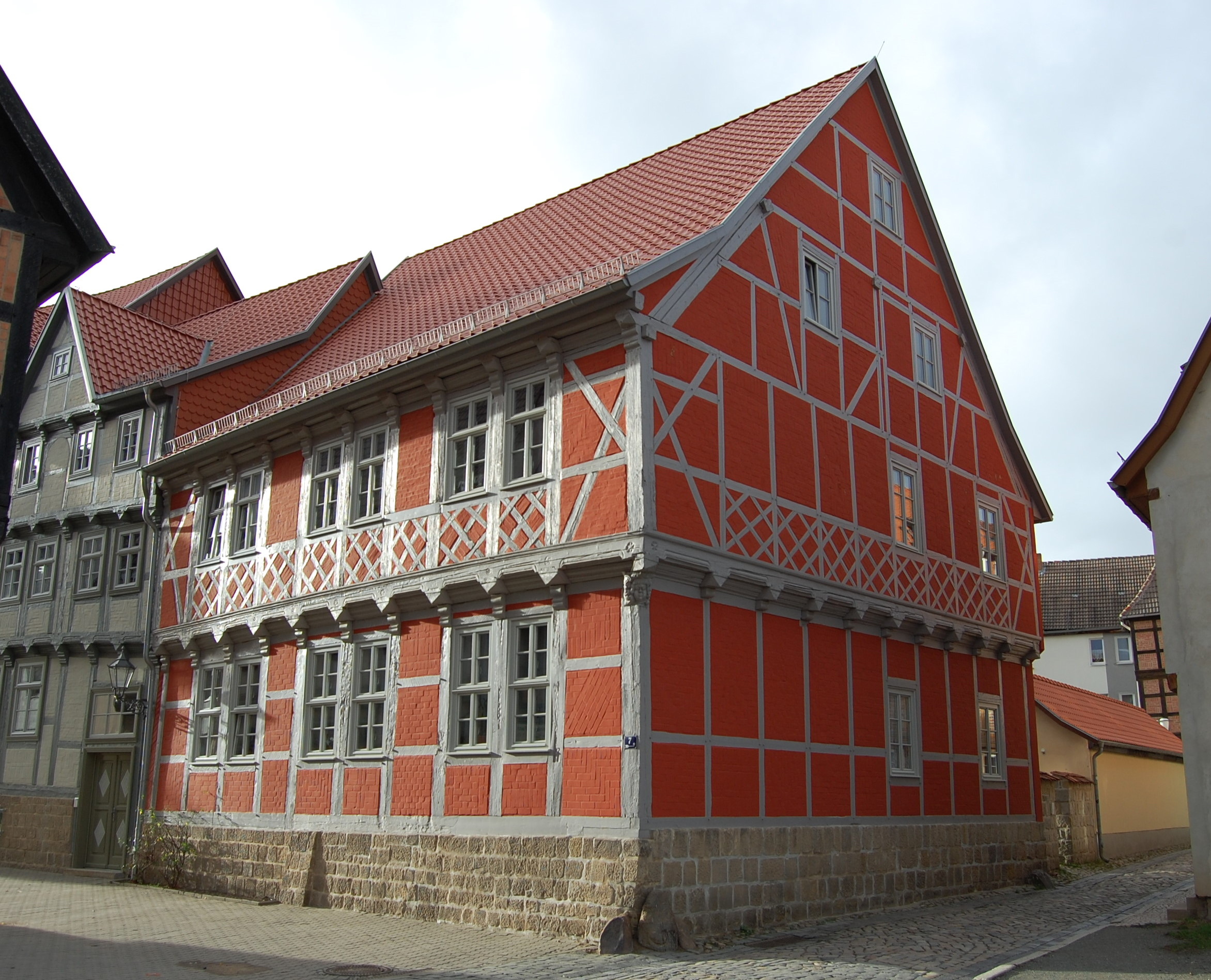
Wohnhaus Schmale Straße 7

Das Wohnhaus Schmale Straße 7 ist ein denkmalgeschütztes Wohnhaus in der Stadt Quedlinburg in Sachsen-Anhalt.
Das Gebäude befindet sich als Eckhaus in der Schmalen Straße an der Ecke zur Bornstraße.

## Architektur und Geschichte
Das Fachwerkhaus wurde im Barock im Jahr 1690 gebaut. Das Fachwerk des oberen Stockwerks ist reich mit Zierformen versehen. So findet sich die Form des Halben Manns beidseitig des Eckständers. Auch Rautenkreuze, Schiffskehlen und Kerbschnittmuster an der Stockschwelle sind zu erkennen. Besonders bemerkenswert ist ein am Eckständer befindlicher Engelskopf.
Im 19. Jahrhundert wurden die Fenster des oberen Stockwerks vergrößert. Anfang des 21. Jahrhunderts erfolgte eine Sanierung. Zuvor bestehende moderne Umbauten im straßenseitigen Dachbereich wurden zurückgebaut.